# Saint-Juéry (Tarn)
Saint-Juéry è un comune francese di 7 007 abitanti situato nel dipartimento del Tarn nella regione dell'Occitania.

## Società

### Evoluzione demografica
Abitanti censiti